# Pardosa furcifera
Pardosa furcifera är en spindelart som först beskrevs av Tord Tamerlan Teodor Thorell 1875.  Pardosa furcifera ingår i släktet Pardosa och familjen vargspindlar. Inga underarter finns listade i Catalogue of Life.